# 2002年世界斯诺克锦标赛
2002年世界斯诺克锦标赛又称2002年使馆世界斯诺克锦标赛，是2002年4月20日至5月6日在英格兰谢菲尔德克鲁西布剧院举办的职业斯诺克锦标赛，也是2001至2002年斯诺克赛季最后的排名赛。克鲁西布剧院连续第26年举办世界斯诺克锦标赛，距1977年首次承办赛事已过去25周年，比赛由使馆香烟公司赞助。
彼得·艾伯頓在决赛以十八比十七战胜七届世锦赛冠军史蒂芬·亨得利，这也是他唯一一次登顶世锦赛。艾伯顿在半决赛以十七比十六击败馬菲·史堤芬斯，亨得利十七比十三淘汰卫冕冠军罗尼·奥沙利文进入决赛。这是亨得利第九次和最后一次打入决赛。本届比赛共有65次单杆破百分，并以史蒂文斯在八强赛打出的145分最高，亨得利以16次单杆破百分刷新斯诺克个人赛纪录并保持至今。赛事奖金总额161万5770英镑，冠军可得26万英镑。

## 概述
世界斯诺克锦标赛由世界职业台球与斯诺克协会组织，是斯诺克职业赛事和官方世界錦標賽。斯诺克源自19世纪驻印英国军人，在英伦三岛颇为流行。1969年世锦赛改为淘汰赛制，斯诺克进入现代发展期，逐渐风靡世界，在中国大陆、香港、泰国等东亚和东南亚国家及地区特别流行。
台球协会与管理委员会1927年举办首届世锦赛，乔·戴维斯在英格兰伯明翰坎金大厅的决赛胜出。英格兰谢菲尔德克鲁西布剧院1977年开始举办斯诺克世锦赛。2002年赛事由使馆香烟公司赞助，32名职业选手按单败淘汰制一对一竞争，每轮至少19余局并分多个阶段。参赛选手半数邀请世界斯诺克排名位居前列的球员，另一半由正式赛前的资格赛选拔。

### 总体安排
2002年4月20日至5月6日的比赛是德克鲁西布剧院连续第26年举办世锦赛，也是2001至2002年斯诺克赛季世界斯诺克巡回赛第九场和最后一场排名赛。巡回赛共有120人参加，32人参与世锦赛正式赛。经过第七轮业余资格赛，哈罗盖特曼哈顿俱乐部、纽波特特尔福德国际中心和纽波特中心再举办六轮淘汰资格赛，选出16名选手进入正式赛，与16名种子选手同场竞技。
最新世界排名前16位选手作为种子选手自动获邀参加正式赛。卫冕冠军罗尼·奥沙利文是一号种子，排名第一的马克·威廉姆斯是二号种子，另外14人均按世界排名分配。正式赛首轮采十九局十胜制，第二轮至八强赛升至二十五局十三胜制，半决赛三十三局十七胜制，决赛三十五局十八胜制。

### 奖金
本次大赛奖金总额161万5770英镑，各项奖金分配如下：
- 冠军：26万英镑
- 亚军：15.2万英镑
- 四强：7.6万英镑
- 八强：3.8万英镑
- 十六强：2.1万英镑
- 三十二强：1.45万英镑
- 四十八强：1.1万英镑
- 六十四强：6825英镑
- 八十强：5500英镑
- 九十六强：4150英镑
- 一百二十八强：1185英镑
- 资格赛单杆最高分：2250英镑
- 正式赛单杆最高分：两万英镑
- 资格赛满杆：五千英镑
- 正式赛满杆：14.7万英镑
- 合计：161万5770英镑

## 赛程概况

### 首轮

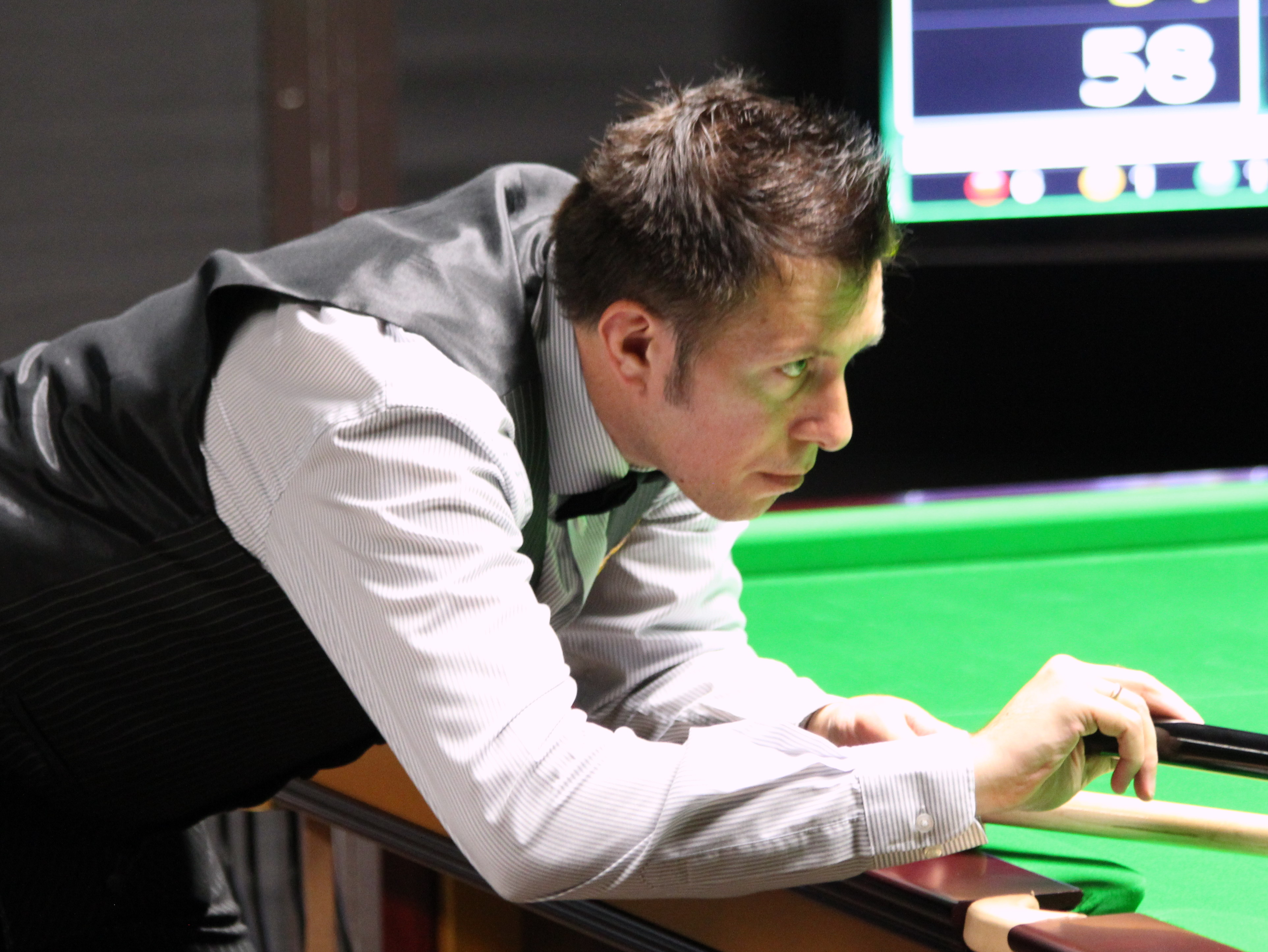
多米尼克·戴尔不敌吉米·怀特后折断球杆

首轮比赛采十九局十胜两阶段制，卫冕冠军奥沙利文对阵德鲁·亨利的首场比赛因记分牌问题延迟25分钟。前六局打成三平后奥沙利文连胜六局，最后以十比五进入下一轮。世界八球锦标赛冠军昆廷·汉恩是1989年埃迪·查尔顿后首位进入第二轮的澳大利亚球员，他在首轮第六局比赛因故中断时突然用母球撞开连成片的红球，结果保罗·亨特以单杆77分拿下。汉恩此举很不寻常，评论员丹尼斯·泰勒认为“近乎不礼貌”。亨特第一阶段结束时以六比三领先，但汉恩最后十比九胜出。七获世锦赛冠军的史蒂芬·亨得利对阵肖恩·墨菲时在第三局打出单杆130分，首轮以六比三领先。他在第14局又打出单杆111分，以十比四晋级。史超活·冰咸对阵肯·达赫蒂时差点打出满杆，可惜击粉球落袋失误，达赫蒂最终以十比八获胜。
约翰·希金斯打出单杆109、136、116分，以十比一大胜詹姆斯·瓦塔纳。彼得·艾伯頓第一阶段五比四领先迈克尔·贾奇，随后连下五城以十比四进入第二轮。多米尼克·戴尔前几天因食物中毒生病，比赛时指控吉米·怀特推杆，最后一局又假装在椅子上睡着。比赛以二比十失利后，戴尔折断自带球杆扔出更衣室窗户。。本场比赛与亨特同汉恩的赛事同步，都被戴有斯文·約蘭·艾歷臣面具的不名裸奔者中断。

### 第二轮

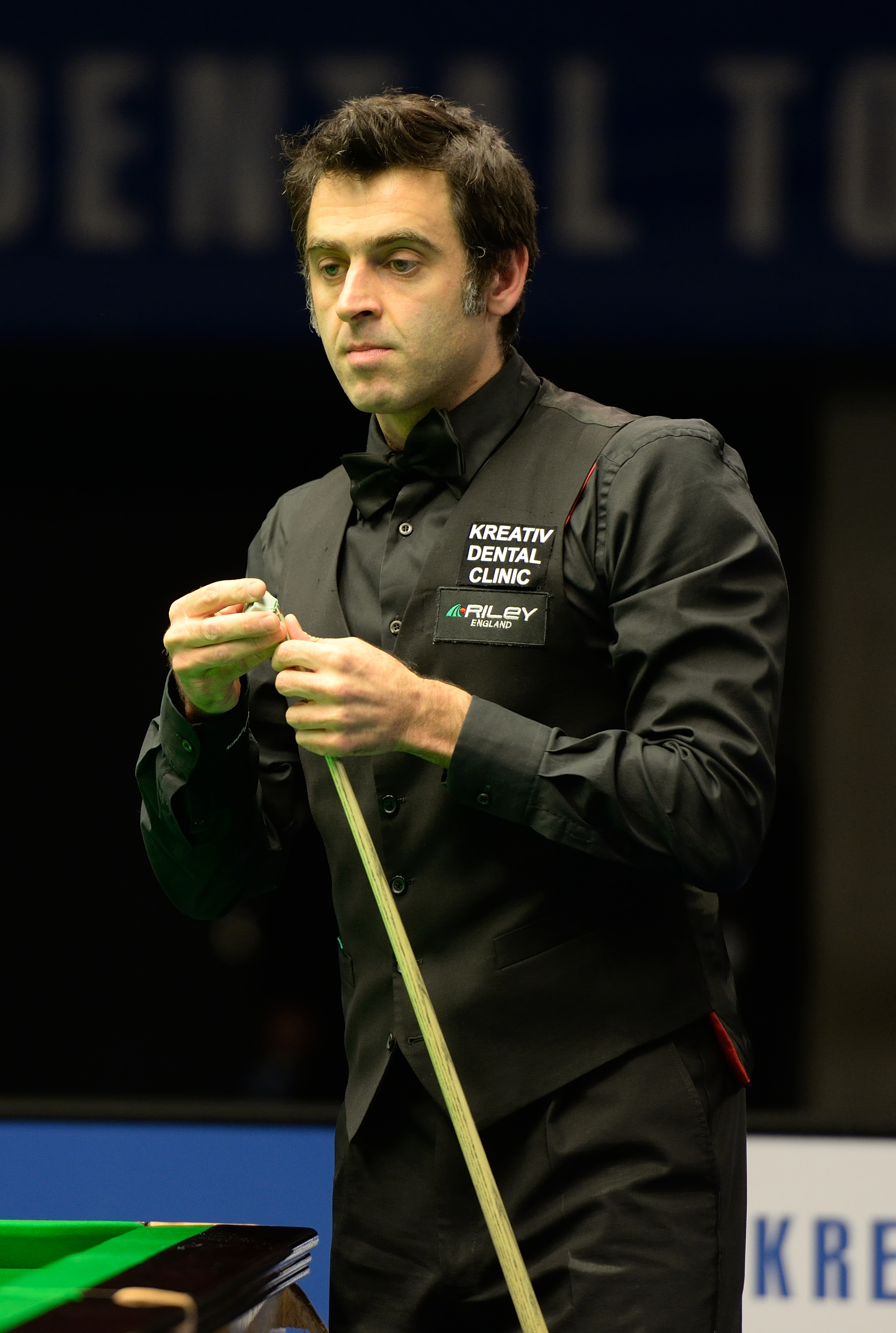
卫冕冠军罗尼·奥沙利文第二轮无需进入第三阶段便轻松晋级

第二轮采二十五局十三胜三阶段制。奥沙利文只用两阶段就以十三比二淘汰罗伯特·米尔金斯，利用第三阶段时间去看脊骨神经科医生，自称“身体不平衡，走路都很难受，还有其他问题”。汉恩对阵斯蒂芬·李时四次以母球撞散红球，结果三比十三落败；李赛后表示莫明其妙，“或许他就是想早点回家？”从资格赛晋级的安东尼·戴维斯遇上亨得利，首阶段二比六落后，第二阶段仅胜一局，以三比十三止步第二轮。达赫蒂三比七落后馬克·金恩时连下七城反超，两人打入决战局，达赫蒂十三比十二笑到最后。希金斯五次单杆破百分，以十三比二轻取格林美·杜特。艾伯顿与乔·佩里首阶段打成四平，第二阶段前八局艾伯顿只失一局，最后以十三比七晋级。
怀特以三比十三败给馬菲·史堤芬斯，比赛无需进入第三阶段；他在第一阶段最后一局（第八局）击黑球时用力过猛，把母球和黑球都打出台面。怀特次日先致歉再继续比赛。世界排名第一的马克·威廉姆斯九比十九不敌第19名安东尼·汉密尔顿，汉密尔顿本季在斯诺克中国公开赛决赛时一度领先三局，但最后败给威廉姆斯。他自称比赛期间“像树叶般发抖”，上一场落败促使他本场奋起直追并拿下。威廉姆斯自认表现不佳，未达世界第一水准：“我对自身表现感到恶心，打得真差劲而且经常如此，实在搞不懂”。

### 八强

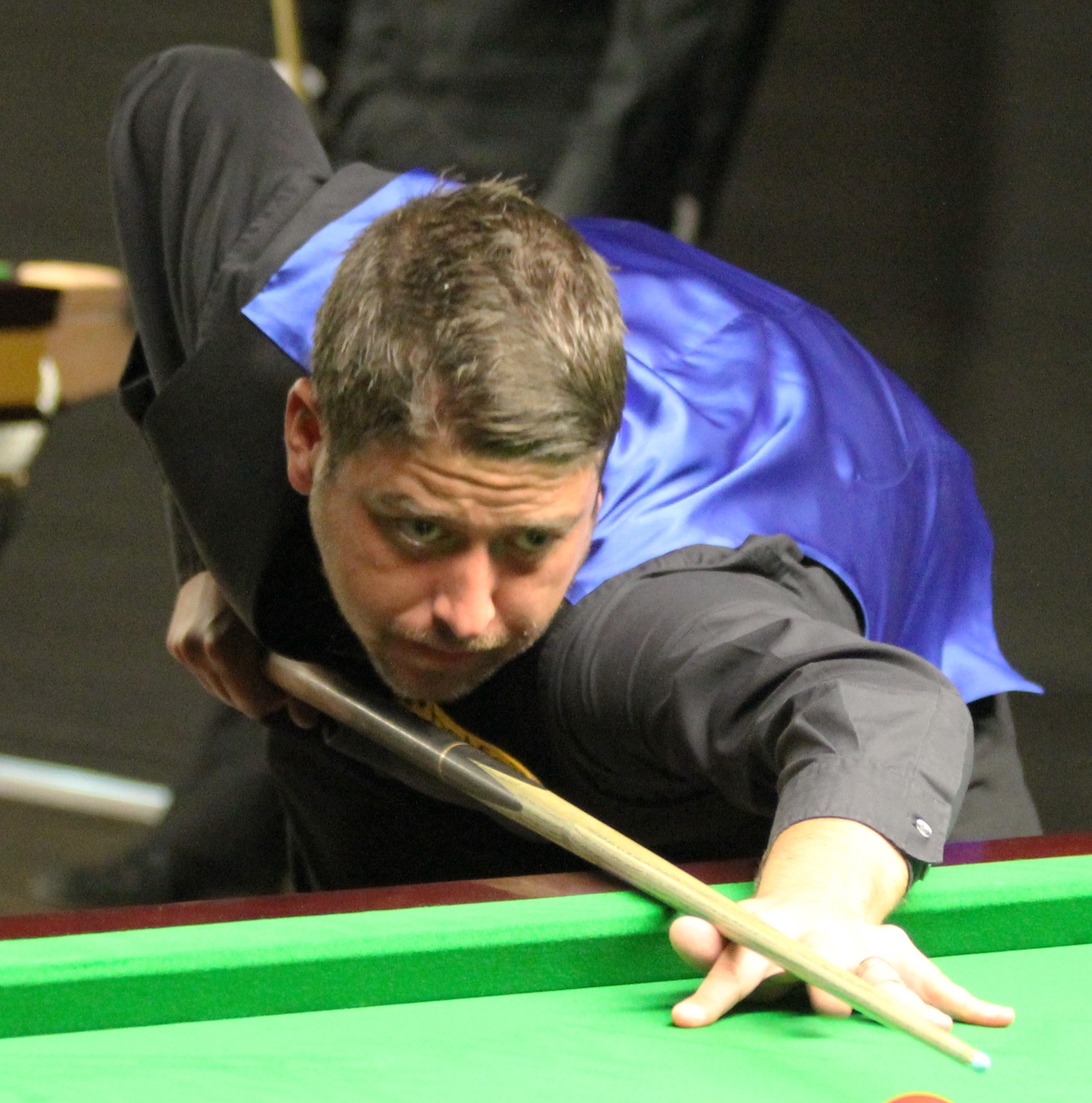
馬菲·史堤芬斯十三比七淘汰约翰·希金斯第三次打进四强

八强赛采二十五局十三胜三阶段制。奥沙利文在对阵李的第二阶段比赛击蓝球失误，气得把球杆朝上一抛，结果掉下来时又没接住导致砸伤球台，只能等修复后继续比赛。双方战成十平，奥沙利文随后打出单杆83、102、113分，以十三比十进入四强。亨得利与达赫蒂首阶段战成四平，第二阶段亨得利先下四城，达赫蒂还以颜色追到八平。两人接下来又打成十二平进入决胜局，亨得利以单杆91分晋级。亨得利赛后表示“我与肯的比赛一直很精彩，而且这场非常特别”。
前两轮比赛一共只失三局的希金斯在八强赛对阵史蒂文斯时先失三局，连追四局反超后被史蒂文斯追至四平结束第一阶段。史蒂文斯在第11局打出单杆145分创下本届世锦赛纪录，第二阶段结束时领先四局。第三阶段前四局史蒂文斯拿下三盘，以十三比七连续第三年打进四强。艾伯顿十三比六淘汰汉密尔顿第二次进入半决赛，自称更喜欢耗时较长的球局，身体状况为比赛准备充分。

### 半决赛

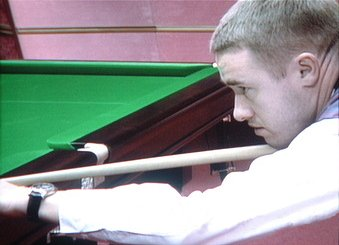
史蒂芬·亨得利战胜卫冕冠军罗尼·奥沙利文第九次打进决赛

5月3至4日举办的半决赛采三十三局十七胜四阶段制。奥沙利文上次与亨得利交手时指控对手故意失球引发争议，本次比赛开始前奥沙利文起身发言，自称“只要能让史蒂芬·亨得利滚回老家就会无比满足”，称对方对比赛“根本毫无尊重”。他还针对亨得利的经纪人伊恩·道尔发言，道尔此前正是他的经纪人。约翰·迪在《每日电讯报》发文表示，奥沙利文接受采访时表现“忽冷忽热”，此次说出这样的话还是令他非常吃惊。奥沙利文单杆115分拿下首局，首阶段五比三领先，第二阶段亨得利打出单杆125、122、124分，以九比七反超。第三阶段双方战成十二平，最后一阶段亨得利先下四城，最后以十七比十三晋级决赛，奥沙利文落败再度印证克鲁西布诅咒。
艾伯顿前两阶段分别以五比三、九比七领先史蒂文斯，第三阶段战成十二平。第四阶段史蒂文斯以十六比十四拿到两个赛点，但第31届在领先33分时失手，艾伯顿清掉台面剩下的35分，倒数第二局又以单杆138分拿下，最后单杆55分赢得决战局，以十七比十六打入决赛。艾伯顿赛后自称“不敢相信”能有如此结果，为史蒂文斯感到遗憾，知道“他现在什么感觉”。

### 决赛

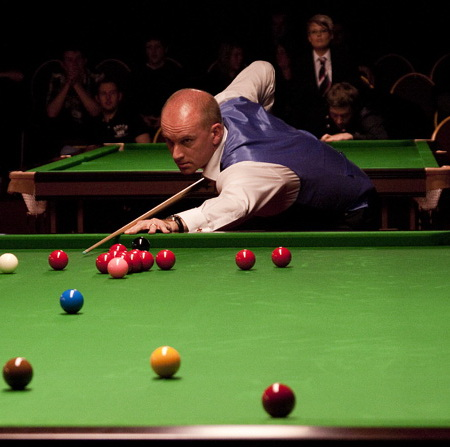
彼得·艾伯頓十八比十七战胜亨得利，赢得职业生涯唯一的世锦赛冠军

5月5至6日的决赛采三十五局十八胜四阶段制。七号种子艾伯顿与五号种子亨得利曾在1996年决赛交手，亨得利以十八比十二第六次夺冠。外界普遍认为亨得利会第八次夺冠，决赛观众超八百万。约翰·威廉姆斯第十次担任决赛裁判。艾伯顿首阶段先下四城，亨得利马上还以颜色，首阶段战成四平。第二阶段结束时艾伯顿以十比六再度领先四局，亨得利第三阶段发力，双方战成十二平。
最后一阶段亨得利开局抢眼，以单杆63、55、38分，总比分十四比十二首度领先，艾伯顿又追两局打成十四平，其中第28局亨得利在比较简单的红球失误。第29届亨得利以单杆58分拿下，但艾伯顿随后四局拿下三盘，打出单杆73、111、85分以十七比十六拿到赛点。第34局艾伯顿在52比27领先时直击黑球入袋失误，亨得利打进所有彩色球追到十七平。
这是亨得利第二次在世锦赛决赛打到决战局，第一次是1994年，最后他以十八比十七战胜怀特。本次决胜局亨得利先得七分，艾伯顿随即打出单杆59分。台面只剩四红球，亨得利在做斯诺克时失误将母球入袋，艾伯顿以十八比十七夺冠。
艾伯顿拿到26万英镑的支票，季末世界排名升至第三位（仅次于奥沙利文和威廉姆斯）。他在赛后接受采访时表示：“这是我一直以来努力的目标，也是过去约十七年的梦想……六年前我还没做好赢的准备，但无论技巧还是为人都在进步”。亨得利认为决赛失利主要是因为紧张而且不够专注，艾伯顿的确比1996年决赛相遇时强得多。亨得利此后再也没有打入世锦赛决赛，四年后他在2006年英国锦标赛最后一次打入排名赛决赛，但再度败给艾伯顿。《衛報》刊登西恩·因格莱的文章，称本届决赛堪称“年度体育盛事”。

## 正式赛图表
下表列出本届世锦赛正式赛结果，球员姓名旁边括弧中的数字代表种子选手排名，比赛由16名种子选手和16名资格赛晋级选手参加：
| 决赛 三十五局十八胜制，2002年5月5至6日谢菲尔德克鲁西布剧院，裁判约翰·威廉姆斯 |                                                                             | |
| 史蒂芬·亨得利（5） · 苏格兰 | 17比18                                                                      | 彼得·艾伯頓（7） · 英格兰 |
| 0–94、0–140、13–73、16–71、126–0、73–40、119–4、65–36、0–134、67–56、9–68、68–70、14–77、13–69、70–4、33–89、32–69、126–0、108–0、66–21、89–36、43–67、110–0、97–0、127–1、65–58、22–103、26–62、74–30、21–73、0–111、78–39、4–85、62–52、14–72 | 单杆破百分：八次 （两人各四次） 亨得利单杆最高分：126 艾伯顿单杆最高分：134 | 0–94、0–140、13–73、16–71、126–0、73–40、119–4、65–36、0–134、67–56、9–68、68–70、14–77、13–69、70–4、33–89、32–69、126–0、108–0、66–21、89–36、43–67、110–0、97–0、127–1、65–58、22–103、26–62、74–30、21–73、0–111、78–39、4–85、62–52、14–72 |
| 彼得·艾伯頓赢得2002年使馆世界斯诺克锦标赛 |                                                                             | |

## 资格赛
业余资格预赛结束后，哈罗盖特曼哈顿俱乐部举办第七轮资格赛。随后是在特尔福德国际中心举行的五轮资格赛，2002年3月16至17日，最后一轮资格赛在纽波特中心举办。第27次参加世锦赛的威利·索恩在第七轮业余资格预赛不敌史蒂芬·克罗夫特。索恩曾打入1977年决赛，在资格赛上独一无二。三次进入半决赛的托尼·诺尔斯在第三轮三比五败给罗布·詹姆斯淘汰。凱莉·費雪止步第五轮，但打出单杆106分，是首位在世锦赛单杆破百分的女选手。

### 业余资格预赛
| 第七轮（九局五胜制） |     |                     |
| 达伦·克拉克          | 5–2 | 克雷格·哈里森       |
| 賴恩·戴爾            | 5–3 | 卡尔·布劳顿         |
| 乔·乔吉亚            | 5–0 | 肖恩·梅利什         |
| 詹姆斯·雷诺兹        | 5–1 | 马尔科姆·比尔克劳夫 |
| 杰森·韦斯顿          | 5–1 | 托尼·查佩尔         |
| 李·斯皮克            | 5–2 | 约翰·惠蒂           |
| 馬丁·古爾德          | 5–2 | 大衛·吉爾伯特       |
| 史蒂芬·克罗夫特      | 5–3 | 威利·索恩           |

### 第一轮
首轮资格赛在特尔福德国际中心举办，采十九局十胜制。
| 十九局十胜      |      |                 |
| 达伦·克拉克     | 10–9 | 布莱恩·萨蒙     |
| 賴恩·戴爾       | 10–5 | 瑞安·迈克尔     |
| 乔·乔吉亚       | 10–3 | 韦恩·库珀       |
| 詹姆斯·雷诺兹   | 10–9 | 尼爾·羅伯森     |
| 杰森·韦斯顿     | 10–1 | 爱德华·戴维斯   |
| 李·斯皮克       | 10–5 | 阿塔希特·马希蒂 |
| 克雷格·巴特勒   | 10–7 | 馬丁·古爾德     |
| 史蒂芬·克罗夫特 | 10–9 | 苏尼特·瓦斯瓦尼 |

### 第二轮
32名选手在第二轮资格赛淘汰。1986年冠军乔·约翰逊四比一领先域奇·禾頓时隐形眼睛掉落影响视力，第一阶段结束时四比五落后，随后以十比五获胜。
| 128强（十九局十胜制）                  |                                           |
| 保罗·威克斯 10–4 戴倫·克拉克           | 马修·斯崔特 10–9 特洛伊·肖                |
| 巴里·霍金斯 10–8 卢克·菲舍尔           | 尼克·皮尔斯 10–8 诺帕多尔·桑尼            |
| 賴恩·戴爾 10–3 法顿·丰本               | 乔·约翰逊 10–5 域奇·禾頓                  |
| 安德鲁·希金森 10–5 阿德里安·罗萨       | 尼克·沃克 10–0 李维·梅勒                  |
| 杰森·普林斯 10–7 克里斯·梅林           | 韦恩·布朗 10–6 乔·乔吉亚                  |
| 詹姆斯·雷诺兹 10–9 托尼·琼斯           | 杰夫·坎迪 10–7 柯特·马福林                |
| 保罗·戴维森 10–6 休·阿伯内西           | 安东尼·波索弗 自动晋级–缺席 史蒂夫·莱门斯 |
| 马丁·德齐瓦尔托夫斯基 10–9 卡旺·珀姆江 | 安德鲁·诺曼 10–5 诺帕顿·诺帕霍恩          |
| 杰森·华莱士 10–6 阿兰·罗宾度           | 杰森·韦斯顿 10–8 马克·格雷                |
| 斯蒂芬·克肖 10–8 肖恩·斯多瑞           | 李·斯皮克 10–7 菲利普·威廉姆斯            |
| 马修·科奇 10–1 克里斯·麦克布伦         | 克里斯蒂安·赫尔加森 10–7 苏林德·吉尔      |
| 罗宾·赫尔 10–2 克雷格·巴特勒           | 尼尔·富尔兹 10–4 亚里克斯·伯格            |
| 迈克·邓恩 10–2 史蒂芬·克罗夫特         | 大卫·麦克唐纳 10–4 伊恩·赫德曼            |
| 马克·塞尔比 10–9 汤姆·福特             | 比约恩·哈尼维尔 10–5 伊恩·萨根特          |
| 肖恩·墨菲 10–5 尤安·亨德森             | 阿德里安·冈奈尔 10–6 罗里·麦克劳德        |
| 巴里·平奇斯 10–3 埃迪·巴克             | 卢克·西蒙斯 10–6 约翰·里德                |

### 第三至六轮
每三至六轮资格赛每轮淘汰16人。约翰逊像第二轮一样遇到视力问题，第三轮一比五落后賴恩·戴爾时退出比赛。約翰·帕洛特通过最后一轮资格晋级，这是他连续第19年打入克鲁西布剧院斯诺克世锦赛。六获世锦赛冠军的史蒂夫·戴维斯未能晋级，这在24年来还只是第二次。世界排名第169的肖恩·墨菲此时还只有19岁，刷新最年轻和排名最低正式赛选手纪录。
| 第三轮（96强） （十九局十胜制）        | 第四轮（80强） （十九局十胜制）    | 第五轮（64强） （十九局十胜制）      | 最后一轮（48强） （十九局十胜制） |
| 克里斯蒂安·赫尔加森 10–9 马修·科奇     | 克里斯蒂安·赫尔加森 10–5 罗德·劳勒 | 史超活·冰咸 10–7 克里斯蒂安·赫尔加森 | 史超活·冰咸 10–6 奈傑爾·邦德      |
| 保罗·威克斯 10–5 马修·斯崔特           | 保罗·威克斯 10–4 彼得·赖恩斯       | 保罗·威克斯 10–8 布拉德利·琼斯       | 多米尼克·戴尔 10–5 保罗·威克斯    |
| 賴恩·戴爾 5–1 乔·约翰逊（退场）        | 賴恩·戴爾 10–8 马克·戴维斯         | 马库斯·坎贝尔 10–9 賴恩·戴爾         | 安东尼·戴维斯 10–9 马库斯·坎贝尔  |
| 迈克·邓恩 10–8 大卫·麦克唐纳           | 迈克·邓恩 10–2 李·沃克             | 迈克·邓恩 10–5 大卫·芬博             | 迈克·邓恩 10–9 比利·斯纳顿        |
| 马克·塞尔比 10–8 比约恩·哈尼维尔       | 马克·塞尔比 10–6 杰森·弗格森       | 马克·塞尔比 10–6 阿尔菲·波登         | 大卫·格雷 10–7 马克·塞尔比        |
| 杰森·韦斯顿 10–2 杰森·华莱士           | 阿里·卡特 10–4 杰森·韦斯顿         | 达伦·摩根 10–7 阿里·卡特             | 安东尼·汉密尔顿 10–7 达伦·摩根    |
| 詹姆斯·雷诺兹 10–6 杰夫·坎迪           | 杰拉德·格林 10–7 詹姆斯·雷诺兹     | 迈克尔·霍尔特 10–7 杰拉德·格林       | 昆廷·汉恩 10–6 迈克尔·霍尔特      |
| 杰森·普林斯 10–9 韦恩·布朗             | 戴维·罗 10–2 杰森·普林斯           | 戴维·罗 10–3 吉米·米奇               | 德鲁·亨利 10–5 戴维·罗            |
| 罗宾·赫尔 10–1 尼尔·富尔兹             | 罗宾·赫尔 10–5 加里· 庞廷          | 罗宾·赫尔 10–6 加里·威尔金森         | 罗宾·赫尔 10–8 史蒂夫·戴维斯      |
| 巴里·霍金斯 10–5 尼克·皮尔斯           | 斯图尔特·佩特曼 10–6 巴里·霍金斯   | 斯图尔特·佩特曼 10–5 布莱恩·摩根     | 迈克尔·贾奇 10–9 斯图尔特·佩特曼  |
| 安东尼·波索弗 10–3 保罗·戴维森         | 罗伯特·米尔金斯 10–7 安东尼·波索弗 | 罗伯特·米尔金斯 10–3 安迪·希克斯     | 罗伯特·米尔金斯 10–8 托尼·德拉高  |
| 肖恩·墨菲 10–5 阿德里安·冈奈尔         | 肖恩·墨菲 10–7 尼克·戴森           | 肖恩·墨菲 10–5 詹米·伯内特           | 肖恩·墨菲 10–4 傅家俊             |
| 尼克·沃克 10–6 安德鲁·希金森           | 乔纳森·伯奇 10–7 尼克·沃克         | 肖卡特·阿里 10–6 乔纳森·伯奇         | 約翰·帕洛特 10–9 肖卡特·阿里      |
| 巴里·平奇斯 10–5 卢克·西蒙斯           | 巴里·平奇斯 10–7 史提芬·麥佳亞     | 特里·墨菲 10–9 巴里·平奇斯           | 乔·佩里 10–9 特里·墨菲            |
| 斯蒂芬·克肖 10–7 李·斯皮克             | 保罗·戴维斯 10–5 斯蒂芬·克肖       | 保罗·戴维斯 10–5 帕特里克·华莱士     | 克里斯·斯莫尔 10–7 保罗·戴维斯    |
| 安德鲁·诺曼 10–7 马丁·德齐瓦尔托夫斯基 | 安德鲁·诺曼 10–6 史蒂夫·詹姆斯     | 伊恩·麦卡洛赫 10–3 安德鲁·诺曼       | 詹姆斯·瓦塔纳 10–7 伊恩·麦卡洛赫  |

## 单杆破百分
本届世锦赛以68次单杆破百分刷新历史纪录，后经2007年追平，2009年超越。马修·史蒂文斯在对阵希金斯的八强赛打出单杆145分，为本届赛事最高。亨得利以16次单杆破百分打破希金斯1998年创下的14次纪录。
- 145分、135分、113分、105分、105分、105分、101分：馬菲·史堤芬斯
- 141分、134分、132分、130分、126分、126分、125分、124分、122分、116分、113分、113分、111分、108分、104分、100分：史蒂芬·亨得利
- 138分、134分、127分、111分、108分、103分、102分、101分、100分、100分：彼得·艾伯頓
- 136分、124分、116分、112分、109分、107分、105分、101分：约翰·希金斯
- 136分、119分：斯蒂芬·李
- 135分、101分：戴夫·哈罗德
- 134分、109分：史超活·冰咸
- 134分、109分、100分：乔·佩里
- 134分：阿倫·麥文拿斯
- 132分、129分、115分、115分、113分、110分、110分、102分：罗尼·奥沙利文
- 120分、117分、106分、105分：肯·达赫蒂
- 109分、106分：安东尼·汉密尔顿
- 107分：德鲁·亨利
- 102分：迈克尔·贾奇
- 101分：保罗·亨特